# Ngày xửa ngày xưa có một bà
Ngày xửa ngày xưa có một bà (tiếng Nga: Жила-была одна баба) là một bộ phim về Cuộc nổi dậy Tambov (1920-1921) của đạo diễn Andrey Smirnov, ra mắt lần đầu năm 2011.

## Nội dung
Truyện phim kể về số phận bi thảm của một cô gái nông thôn tên là Varvara. Năm 1909, Varvara lấy một người nông dân giàu có. Trong gia đình chồng, cô bị đánh đập và lăng nhục và suýt bị cha chồng cưỡng hiếp. Sau khi người chồng mà cô không có chút tình cảm gì qua đời, cô đi tìm hạnh phúc giản dị trong suốt nhiều năm ròng.
Trong thời kỳ nổi ra cuộc Nội chiến Nga, Varvara không hiểu vì sao những người Bolshevik lại tịch thu tất cả lương thực của mẹ con cô, vì sao họ lại giết những người đàn ông đứng ra bảo vệ tượng Chúa và bắt nốt những người đàn ông của cô. Người mà cô quyết định sống chung đã bị bắn chết cùng những con tin khác ngay dưới chân tường nhà thờ: họ tiến hành tàn sát chỉ vì dân làng không chịu chỉ chỗ ẩn nấp của những người nổi dậy.

## Diễn viên
- Daria Yekamasova... Varvara
- Nina Ruslanova... Kryachikha
- Vladislav Abashin... Ivan
- Roman Madyanov... Baranchik
- Maksim Averin... Aleksandr
- Vsevolod Shilovsky... Giám mục Yeremey

## Ê-kíp
- Thiết kế sản xuất: Vladimir Gudilin
- Âm thanh: Ivo Heger
- Hiệu ứng: Sergey Muravyev

## Hậu trường
- Andrey Smirnov - đạo diễn, tác giả kịch bản và đồng thời là nhà sản xuất bộ phim - đã dành một phần tư thế kỷ cho việc nghiên cứu tài liệu trong văn khố Ủy ban khẩn cấp toàn Nga và Dân ủy Nội vụ về cuộc nổi dậy của nông dân tỉnh Tambov.
- Bộ phim ra đời đã "tấn công" vào hai huyền thoại yêu thích của người Nga. Nó thể hiện nhóm Bolshevik là những tên tội phạm tàn ác, mất hết tính người. Nó cũng không nương nhẹ với nước Nga thời Sa hoàng, mà nhiều người vẫn cho là thiên đường đã mất. Nông thôn Nga thời trước Cách mạng tháng Mười trong phim của Smirnov trông cũng rất bẩn, còn dân chúng thì dã man và bất công.
- Sau khi công chiếu, nhiều người sử dụng Internet (chưa hề xem phim) đã kết tội Smirnov là bài Nga và làm bẩn đầu óc khán giả. Nhưng có thể được nhiều người xem vì được quảng cáo rộng rãi trên truyền hình, rồi có hẳn một website và báo chí viết nhiều về nó. Đây là bộ phim đầu tiên mà tôi hoàn toàn chịu trách nhiệm. Hoàn toàn không có kiểm duyệt ! - Smirnov nói với phóng viên báo Gazeta như thế.
- Phần lớn số tiền 6 tỉ rúp là do Nhà nước Nga cấp. Nhà nước thường chi những khoản tiền lớn cho những bộ phim ca ngợi các chiến sĩ tình báo và anh hùng thời Cộng sản. Số còn lại là do các mạnh thường quân gần gũi với chính quyền hiện nay, trong đó có, thí dụ như Lyubov Sliska – một trong những người lãnh đạo đảng Nước Nga thống nhất. Nhờ thế mà Smirnov có thể vung tay quá trán trong quá trình quay phim: 200 diễn viên chuyên nghiệp và rất nhiều quần chúng tham gia.
- Sự tham gia tích cực của Nhà nước vào quá trình sản xuất và quảng cáo bộ phim bài Xô này phù hợp với chính sách phi Stalin hóa đời sống do Tổng thống Dmitry Medvedev chủ xướng. Các thành viên Ủy ban quyền con người và phát triển xã hội dân chủ trực thuộc điện Kremlin, chuyên về vấn đề này, tin rằng người Nga muốn thanh toán với quá khứ Cộng sản, sau khi họ biết được những chuyện của quá khứ qua sách giáo khoa, báo chí, phim ảnh và sách văn học.

## Vinh danh
- Giải thưởng đặc biệt của Chủ tịch Liên hoan phim Cửa sổ sang châu Âu (2011)